# Chaire à prêcher de l'église de la Trinité de Brélévenez
La chaire à prêcher de l'Église de la Trinité à Brélévenez, une ancienne commune du département des Côtes-d'Armor dans la région Bretagne en France, est une chaire datant de la première moitié du XVIIIe siècle. La chaire en bois, qui est l’œuvre de l’atelier Guérin, est classée monument historique au titre d'objet depuis le 21 janvier 1971.